# (120178) 2003 OP32
(120178) 2003 OP32, também escrito como (120178) 2003 OP32, é um objeto transnetuniano que reside no cinturão de Kuiper, uma região do Sistema Solar. Este corpo celeste é classificado como um cubewano e é um membro da família Haumea. Ele possui uma magnitude absoluta de 3,8 e tem um diâmetro com cerca de 246 km para 765 km. O astrônomo Mike Brown lista este objeto em sua página na internet como um candidato a possível planeta anão.

## Descoberta
(120178) 2003 OP32 foi descoberto no dia 26 de julho de 2003 pelos astrônomos Michael E. Brown, Chad Trujillo e David L. Rabinowitz, no Monte Palomar, na Califórnia.

## Origem
Com base em seu padrão comum de IV com absorção de água-gelo e pelo agrupamento de seus elementos orbitais, os objetos transnetunianos (120178) 2003 OP32, (24835) 1995 SM55, (19308) 1996 TO66, (55636) 2002 TX300 e (145453) 2005 RR43 entre outros, parecem ser fragmentos colisionais quebrados do planeta anão Haumea. A cor neutra do espectro desses objetos na faixa visível, evidencia uma falta de produtos orgânicos complexos na superfície destes corpos que foram estudados em detalhe para a superfície de Haumea.

## Características orbitais
A órbita de (120178) 2003 OP32 tem uma excentricidade de 0,106 e possui um semieixo maior de 43,052 UA. O seu periélio leva o mesmo a uma distância de 38,480 UA em relação ao Sol e seu afélio a 47,624 UA.